# Bolsenské jezero
Bolsenské jezero (italsky Lago di Bolsena, latinsky Lacus Volsiniensis / Lacus Volsinii),
také jezero Bolsena, je jezero vulkanického původu ve střední Itálii,
v západním předhůří centrálních Apenin, které se vytvořilo před 300 000 lety, po zhroucení kaldery vulkanického systému Vulsini. Římské historické záznamy kladou poslední aktivitu sopky Vulsini do roku 104 př. n. l., od té doby je nečinná. Ostrovy v jižní části jezera se vytvořily podvodními erupcemi následujícími po úvodním zhroucení kaldery. Jeho celkový povrch zabírá 113,5 km², leží v nadmořské výšce 305 m, největší hloubka je 151 m a průměrná hloubka 81 m.

## Pobřeží
Jezero má oválný tvar typický pro kráterová jezera.

## Ostrovy jezera
Nad hladinu vyčnívají dva ostrovy. Větší z nich je s rozlohou 17 ha Bisentina a menší Martana.

## Vodní režim
Kromě atmosférických srážek přijímá vodu jen z malých pramenů. Odtok zajišťuje odvodní řeka Marta. Bolsenské jezero opouští napravo od města Marta a ústí do Tyrhénského moře. Poté, co mine obce Marta a Tuscany et Tarquinia, dosáhne moře v oblasti Lido Tarquinia. Zde byla mezi ústími řek Marty a Mignone vytvořena přírodní rezervace "Solivary Tarquinie".

## Využití
Jezero leží zcela uvnitř severní části provincie Viterbo, zvané Horní Latium nebo Tuscie. Z větší části je lemuje konzulská cesta Cassia. Stojí zde mnoho turistických zařízení, zaměřených zvláště na přírodní turistiku, především oblast kempingu, agroturistiky, ubytování a stravování. Na jezeře je rozvinuto rybářství.

## Města a obce u jezera
Na pobřeží jezera leží osm sídel:

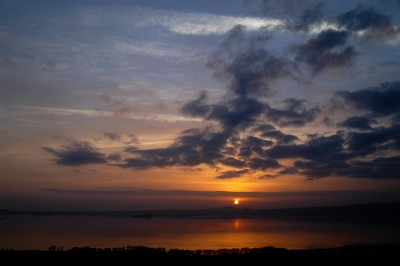
Západ slunce nad Bolsenským jezerem

- Bolsena, městečko, které dalo jezeru název. Je známé kostelem sv. Kristýny z Bolseny, v němž roku 1263 český kněz Petr z Prahy zažil zázrak transsubstanciace hostie v Tělo Kristovo (Corpus Domini – Corpus Christi), ztvárněným na Raffaelově obraze Mše v Bolseně. Město bylo od středověku zastávkou poutníků záalpských zemí na cestě přes Orvieto do Říma. V předvečer Festivalu svaté Kristýny, patronky města, se zde každoročně 23. července koná pouť a procesí s živými plastikami, vytvářenými figuranty.
- Montefiascone dominuje jezeru svými impozantními monumenty, jako je Rocca a kupole kostela Svaté Markéty. Dříve zde byl biskupský stolec, známý díky vínu Est! Est!! Est!!!.
- Marta, obec známá poutními slavnostmi na počest Madonna del Monte, zvanými Festa delle Passate nebo často také Barabbata. Obyvatelé se zabývají především zemědělstvím, obděláváním půdy, dobytkářstvím a rybářstvím.
- Capodimonte, ležící na okraji jezera, má přístaviště, z kterého jezdí čluny na ostrovy.
- Valentano, městečko proslavil Paolo Ruffini, bylo dlouhou dobu centrem vlády rodu Farnese, ukončené zničením vévodství Castro (1649) a smrtí vévody. Ve starém zámku Farnese se nachází muzeum pravěku Tuscie.
- Gradoli je obec známá výrobou olivového oleje a vína, zvláště vinného likéru zvaného Aleatico. Nachází se zde také impozantní palác Farneseů, vybudovaný pro kardinála Alessandra Farneseho, který se stal papežem pod jménem Pavel III.
- Grottos di Castro je kromě jeskyní, po kterých převzalo název, významné také pěstováním brambor a čočky.
- San Lorenzo Nuovo, přebudované architekturou z konce 17. století; proslulo přípravou bramborových noků (Gnocchi di patate), které se podávají při oslavě sagra, konané vždy druhý srpnový týden.